# 北京市第十五中学
北京市第十五中学创建于1952年，是北京市重点中学，首批示范高中校。学校拥有春明校区（初中部）和陶然校区（高中部）。
学校历经近70年发展，1966年前是华侨寄宿制学校和北京市对外开放单位，1978年被评为北京市首批市级重点中学，并被确定为联合国教科文组织人口教育试点校，1994年被评为全国中小学整体改革实验学校，1996年被评为北京市田径、足球、篮球传统校，2002年被评为北京市首批高中示范校，2004年被评为北京市金帆京昆基地校，2005年被评为北京市金鹏科技校。2013年被评为北京市金帆民乐基地校。2015年与原140中合并。

## 学校历史

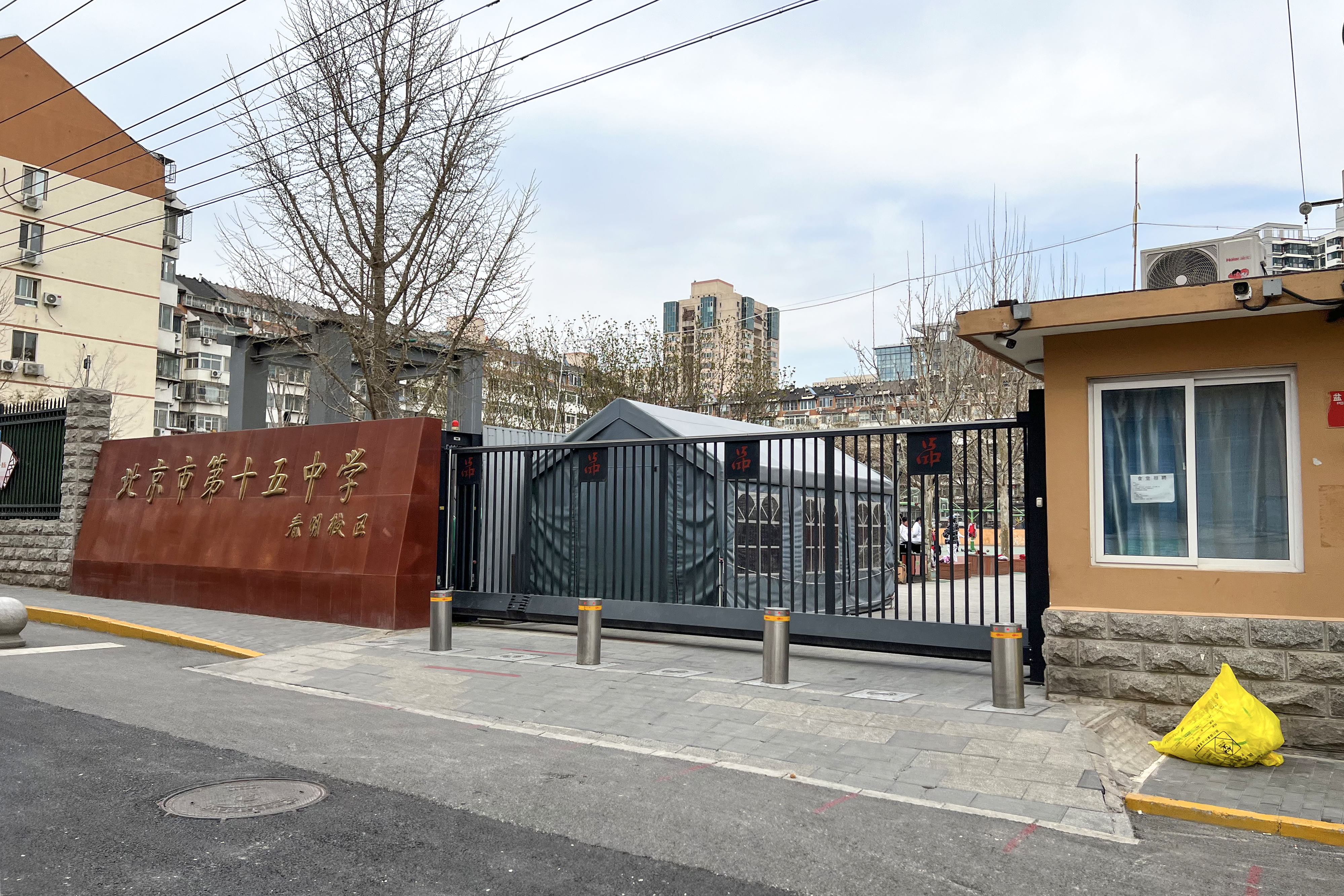
春明校区东区（原140中学）

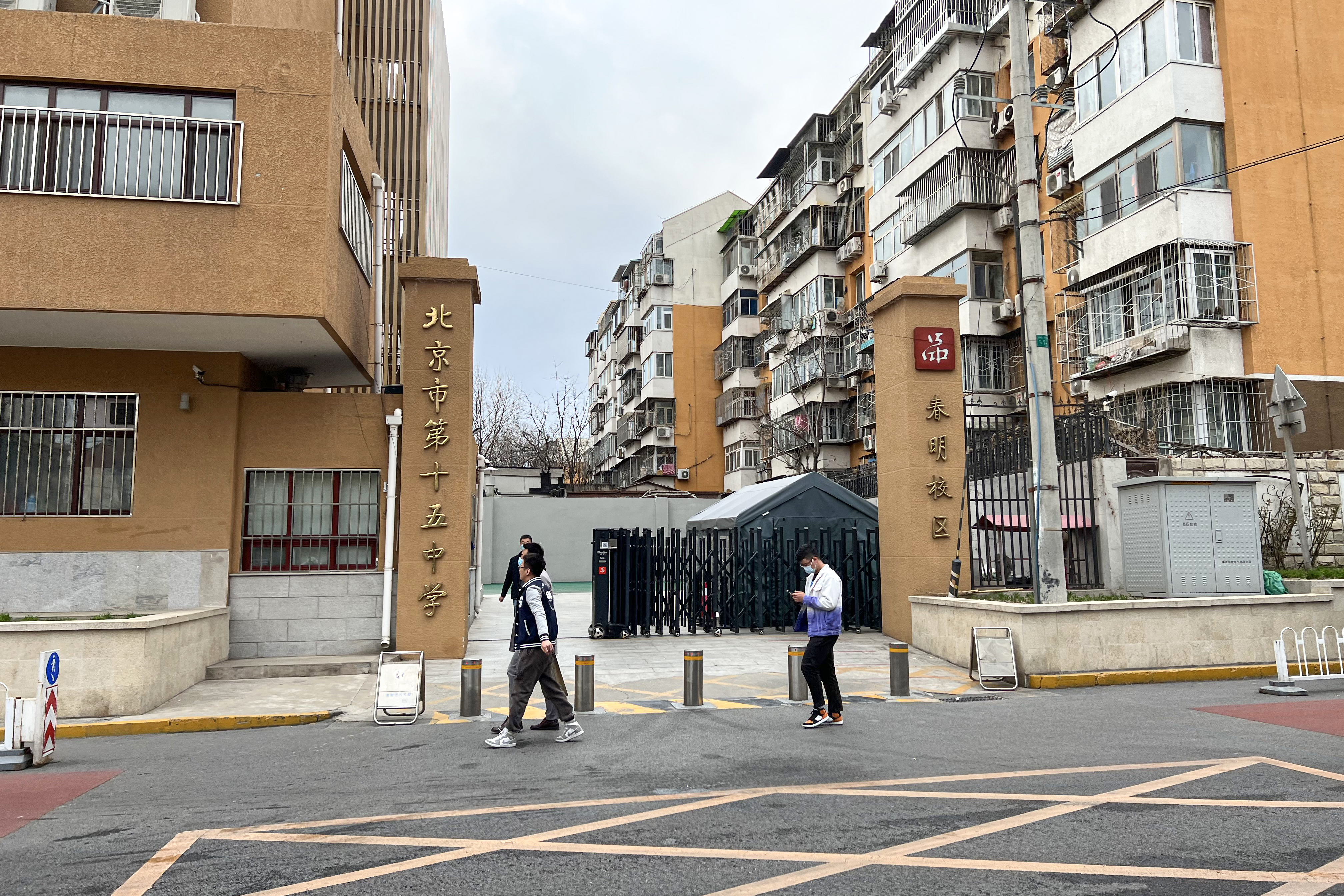
春明校区西区（原北京联合大学继续教育学院）

1952年，为适应教育事业发展的需要，在原私立中学纷纷改为公立中学的同时，北京市教育局决定筹建一批公立中学，北京第十五中学就是这批新成立的公立中学之一。
1952年9月，北京第十五中学正式成立，校址选在风景秀丽的陶然亭畔，与北京戏曲学校为邻。这里原是旧社会的梨园义地，占地约五万多平方米。
因为新校舍尚未建成，九月开学后，暂借原私立燕冀中学分校（现宣外大街小学）、校址上课，共招收初一新生500人，编为十个班。大部分学生来自北京郊区和河北省临近各县的农村，住校生暂借原私立嵩云中学（后与燕冀中学合并改为北京第十四中学）之嵩云草堂为宿舍（地址在宣武门外达智桥）。教职员工由市教育局公开招聘共30余人，其中教师20人。上级委派乔宏志间志为副教导主任，主持学校工作，同年十月底，委派董质彬同志为北京第十五中学校长。
1953年初吴哈副市长来校视察工作。
为了加速学校的建校，新生入学后，即投入了紧张的建校劳动。寒假后，即一九五三年初，全部迁入新校舍上课，以后又陆续建起了学生宿含楼、实验室、图书馆、礼堂、饭厅，教工宿舍等。
1953年暑假后共招收初一新生十七个班800多人，连同在校生共26个班1300多人，同时调入很多新教师，学校有了较大的发展。为了加强学校的领导力量，上级又委派曾伯平同志为教导主任、吴含曼同志为总务主任，李继耕同志为总务副主任，并成立了党支部，由董质彬同志任党支部书记。在支部的领导下，教育工会、共青团总支、少先队大队委员会、学生会等群众组织相继成立。
1954年到1955年，学校认真贯彻了中共北京市委“关于提高教育质量的决定”董校长提出“从严治校力争上游”的办学要求，各项工作出现了新的起色，学校也得到迅速的发展，全校班次增至30个，在校学生达1500余人，住校生达200多人，在校就餐人数达500多人。
为了加强学生的思想政治教育，学校请志愿军战斗英堆来校做报告，请红军战士来校讲革 命传统;共青团，少先队，学生会也开展了丰富多采的活动。1955年少先队员到齐白石老人家中坐客，并请齐白石老人为学校作西题字。
1955年，首届初中毕业生共七个班350多人毕业，由于国家建设的需要，大部分毕业生走上了工作岗位，其中一些学生参加了支援大西北的建设。
1956年，由于教育事业的发展，我校由初级中学发展为完全中学。董质彬同志调宣武区委教育部工作，赵彦同志来校，任党支部书记、校长。
为了全面贯彻党的教育方针，培养学生全面发展。学校进一步加强了学生思想政治工作，请吴运铎、徐学惠、张良、解放军战斗英雄、劳动模范、老革命战士、二七老工人来校做报告，举行“五、四”、“一二、九”纪念活动，进行革命传统教育;组织学生参加建设十三陵水库和首钢炼铁厂的劳动、组织学生到工厂、农村去锻炼，深入工农，向劳动人民学习。开展优秀团支部、优秀中小队，优秀班集体的竞赛评比活动，大力表彰优秀团员、优秀队员、三好学生。进一步建立和完善了各项管理制度，建立稳定的教学秩序，形成良好的校风。同时发动师生勤俭建校、整修校园、美化绿化环境。
学校在加强思想政治工作的同时，坚持以教学为中心全面安排。1959年以后，认真总结经验、稳扎稳打、狠抓教学质量，领导深入教学第一线，坚持听课，坚持参加教研活动，提倡严谨、勤奋的治学精神，总结老教师和先进教研组的教学经验，号召青年教师向老教师学习。同时，对学生进行了学习目的和学习态度的教育，开展了“为祖国学习”的教育活动，号召同学们向科学文化进军，为祖国勤奋学习。经过师生不懈的努力，在纪律、卫生稳定进步的基础上教学质量不断提高，1960年高考取得了全市第25名，化学成绩高考全市第8名，语文中考全区第一名的好成绩，语文组、生物组被评为市、区先进集体，王永华、杨植材、李志启等三位同志被评为北京市教育 系统先进工作者，何维敏同志被选为区人大代表，赵彦同志被选为市党代会的代表。1962年我校高三学生欧阳夹孺，余元忠参加北京市数学竞赛分别获得第二名、第八名，欧阳奕孺同学被保送进北京大学数学系深造。
1958年师生同台演出了大型话剧“青春之歌”，在校内外引起强烈的反响。共青团和学生会还在语文老师的帮助下创办了文艺刊物“文艺半月刊”，并请老含先生题了字。
1959年以后，学校陆续接收了近百名归国华侨学生和外交部干部子弟来校学习。学校委派专人负责华侨学生和外交部干部子弟的思想、学习、生活，体现了党对归国华侨的亲切关怀。
1962年9月，学校隆重举行建校十周年庆祝大会，表彰了一批在教育教学工作上做出突出贡献的教师，市、区领导到校热烈祝贺。
1959年至1965年学校共培养出高中毕业生750多人，其中多数考入了高等学校，为国家的社会主义建设造就了一批人材。
1966年“文化大革命”开始后，学校遭到空前浩劫，广大干部教师受到严重迫害，“四人帮”炮制的“两个估计”全盘否定了十七年教育战线取得的成就，广大教师被戴上资产阶级知识分子的枷锁，教学秩序被破坏，智育被否定，广大教师欲干不能欲罢不忍。
1976年内乱结束。一九七七年赵彦同志重新主持学校工作，任党支部书记、校长。1978年初被定为市属重点中学。党的十一届三中全会以后，经过拨乱反正，平反冤假错案，落实政策，学校逐步走向正轨。1981年赵彦同志任党支部书记，刘秀文同志来校任校长。1984年赵彦同志离休，刘秀文同志任党支部书记、校长。
2015年7月，原北京市第一四零中学（曾用名京师闽学堂、北平春明公学女校、春明女子中学、北京市第五女子中学）并入十五中，原140中校址成为十五中春明校区（初中部）。原140中学对侧盆儿胡同55号的北京联合大学继续教育学院原址也被划拨给十五中。

## 办学理念
办学理念：师生共时、和谐成长。立足差异，努力寻找成就感和幸福体验，守护人性的尊严。
办学目标：培养有品质、饱满的人。所谓有品质、饱满的人就是要拥有宽广的视野；涵养优雅的气质；洋溢青春的精神；坚持批判的思想、保持独立人格；强烈关注生命的品质。
校训： 守直筑真
十五中精神：惜时、笃学、修诚、尽责

## 办学特点

### 筑真实验班
2012年经北京市教委批准，北京十五中创办“筑真”人文实验班。“筑真”人文实验班旨在培养了一批批健康向上、关注生命品质与精神格调的学生。根据筑真班人文素养的培养目标与学生发展核心素养的关系，开发了不少浓厚人文色彩的课程。近几年根据新高考、新课标、新课程方案又进一步梳理建立人文实验班课程体系；在原有的课程基础上进一步探索开发跨学科的、综合提升学生核心素养的课程内容，同时在课程实施过程中进一步推进合作学习、探究学习、项目学习等新的学习方式。
课程的开发目的在于培养具有人文素养；培养有欣赏美和创造美的能力同时能够积极的关注生命品质的学生，让学生在学习中能够实现生命的价值、头脑的价值和灵魂的价值。

## 学校活动
- 午间音乐会
- 诗歌节
- 艺术节
- 春季运动会
- 秋季运动会
- 英语文化周
- 心理文化节
- “相约星期二”讲座
- 学生讲坛

## 相关链接
- 北京市第十五中学 （页面存档备份，存于）
- 北京十五中博物馆（页面存档备份，存于）